# 多布雷什蒂鄉 (阿爾傑什縣)
44°57′05″N 25°07′12″E / 44.9515°N 25.1200°E
多布雷什蒂鄉（羅馬尼亞語：Comuna Dobrești, Argeș），是羅馬尼亞的鄉份，位於該國中南部，由阿爾傑什縣負責管轄，面積39平方公里，海拔高度345米，2007年人口1,795，人口密度每平方公里46人。